# Formosania
Formosania és un gènere de peixos de la família dels balitòrids i de l'ordre dels cipriniformes.

## Taxonomia
- Formosania chenyiyui (Zheng, 1991)
- Formosania davidi (Sauvage, 1878)
- Formosania fascicauda (Nichols, 1926)
- Formosania fasciolata (Wang, Fan & Chen, 2006)
- Formosania fasciolatus (Wang, H., Zhong-Yong, F. & Ch. Ying, 2006)[1]
- Formosania lacustre (Steindachner, 1908)
- Formosania paucisquama (Zheng, 1981)
- Formosania stigmata (Nichols, 1926)
- Formosania tinkhami (Herre, 1934)[2][3]